# Belhus
Belhus är en del av en befolkad plats i Australien. Den ligger i kommunen Swan och delstaten Western Australia, omkring 24 kilometer nordost om delstatshuvudstaden Perth. Antalet invånare är 255.
Runt Belhus är det ganska tätbefolkat, med 70 invånare per kvadratkilometer.. Närmaste större samhälle är Yokine, omkring 20 kilometer sydväst om Belhus.
Trakten runt Belhus består till största delen av jordbruksmark. Genomsnittlig årsnederbörd är 763 millimeter. Den regnigaste månaden är juli, med i genomsnitt 131 mm nederbörd, och den torraste är december, med 14 mm nederbörd.